# Йокмок
Йокмок (на шведски: Jokkmokk, на фински Jokimukka, Йокимука) е град в северна Швеция, лен Норботен. Главен административен център на едноименната община Йокмок. Намира се на около 820 km на север от централната част на столицата Стокхолм и на около 150 km на северозапад от главния град на лена Люлео. Има жп гара и летище. Населението на града е 2786 жители според данни от преброяването през 2010 г.